# Qazaqstan Prem'er Ligasy 2023
La Qazaqstan Prem'er Ligasy 2023 è stata la 32ª edizione della massima divisione del calcio kazako; è iniziata il 4 marzo 2023 e si è conclusa il 29 ottobre successivo. L'Astana era la squadra campione in carica.
L'Ordabasy ha vinto il campionato per la prima volta nella sua storia.

## Stagione

### Novità
Al termine della stagione 2022 sono retrocessi in Birinşi Lïga il Tūran Türkistan e l'Aqjaıyq. Sono saliti dalla Birinşi Lïga Oqjetpes e Qaisar.
Il 29 dicembre 2022, il Taraz annuncia la rinuncia alla massima serie per motivi economici, ripartendo dalla Birinşi Lïga. Al suo posto, è stato ripescato il Jetisý.

### Formula
Le 14 squadre partecipanti si affrontano due volte, per un totale di 26 giornate.
La squadra campione del Kazakistan ha il diritto a partecipare alla UEFA Champions League 2024-2025, partendo dal primo turno di qualificazione.

Le squadre classificate al secondo e terzo posto sono ammesse alla UEFA Europa Conference League 2024-2025, partendo dal secondo turno di qualificazione, assieme alla vincitrice della Coppa nazionale. Se la squadra vincitrice della coppa nazionale, ammessa al primo turno di qualificazione della UEFA Europa Conference League 2024-2025, si classifica tra il primo e il terzo posto, l'accesso al primo turno di Conference League va a scalare.

Le ultime tre classificate retrocedono in Birinşi Lïga.

## Squadre partecipanti
| Club              | Stagione | Città       | Stadio                       | Stagione precedente         |
| ----------------- | -------- | ----------- | ---------------------------- | --------------------------- |
| Aqsý              |          | Aksu        | Stadio Centrale (Pavlodar)   | 6º posto in Prem'er Ligasy  |
| Aqtöbe            |          | Aqtöbe      | Stadio Centrale              | 2º posto in Prem'er Ligasy  |
| Astana            | dettagli | Astana      | Astana Arena                 | Campione del Kazakistan     |
| Atyrau            |          | Atyrau      | Stadio Munajšy               | 11º posto in Prem'er Ligasy |
| Jetisý            |          | Taldıqorğan | Stadio Jetisý                | 3º posto in Birinşi Lïga    |
| Kaspıı            |          | Aktau       | Stadio Jas Qanat             | 9º posto in Prem'er Ligasy  |
| Maqtaaral         |          | Atakent     | Stadio Namys (Shymkent)      | 8º posto in Prem'er Ligasy  |
| Oqjetpes          |          | Kókshetaý   | Astana Arena (Astana)        | 1º posto in Birinşi Lïga    |
| Ordabasy          |          | Şımkent     | Stadio Qajımuqan Muñaýtpasov | 5º posto in Prem'er Ligasy  |
| Qairat            |          | Almaty      | Stadio Centrale              | 4º posto in Prem'er Ligasy  |
| Qaisar            |          | Qyzylorda   | Stadio Gany Muratbayev       | 2º posto in Birinşi Lïga    |
| Qyzyljar          |          | Petropavl   | Stadio Jastar                | 10º posto in Prem'er Ligasy |
| Shahter Qaraǵandy |          | Karaganda   | Stadio Shahter               | 7º posto in Prem'er Ligasy  |
| Tobyl             |          | Qostanay    | Stadio Centrale              | 3º posto in Prem'er Ligasy  |

## Allenatori e primatisti
| Squadra           | Allenatore | Giocatore più presente (tra parentesi il numero delle presenze)  | Capocannoniere (tra parentesi il numero dei gol segnati) |
| ----------------- | --- | ---------------------------------------------------------------- | -------------------------------------------------------- |
| Aqsý              | Ruslan Kostyšyn (1ª-7ª) Vahıd Masudov (8ª-26ª)                                                                                     | Faith Obilor (24)                                                | Toni Silva (5)                                           |
| Aqtóbe            | Andreı Karpovıch | Élder Santana (26)                                               | Arman Keńesov (6)                                        |
| Astana            | Grıgorıı Babaıan | Abat Aýımbetov (25)                                              | Abat Aýımbetov (8)                                       |
| Atyraý            | Vital' Žukoŭski | Jahor Chatkevič, Ihar Stasevič (26)                              | Evgenij Kozlov (8)                                       |
| Jetisý            | Almas Kulshynbaev (1ª-7ª) Asqar Qojabergenov (8ª-26ª)                                                                              | Ashat Baltabekov (25)                                            | Anes Rušević (4)                                         |
| Kaspıı            | K'akhaber Tskhadadze (1ª-5ª) Evgenıı Tarasov (6ª) Igor Angelovski (7ª-15ª) Sashko Poposki (16ª-17ª) Konstantïn Gorovenko (18ª-26ª) | Talǵat Kusıapov (24)                                             | Giorgi Pantsulaia (6)                                    |
| Maqtaaral         | Konstantïn Gorovenko (1ª-9ª, 19ª) Ruslan Esatov (10ª) Qairat Nūrdäuletov (11ª-26ª)                                                 | Ruslan Judzjankoŭ, Ramazan Kárimov (25)                          | Ramazan Kárimov (8)                                      |
| Oqjetpes          | Sergej Popkov (1ª-17ª) Andreý Ferapontov (18ª-26ª)                                                                                 | Ivan Cjupa (26)                                                  | Srđan Dimitrov (5)                                       |
| Ordabasy          | Aljaksandr Sjadnëŭ | Bobur Abduholiqov (26)                                           | Asqat Tağıbergen (11)                                    |
| Qairat            | Kirill Keker | João Paulo (26)                                                  | João Paulo (17)                                          |
| Qaısar            | Viktor Kumykov | Baqdáýlet Zulfyqarov, Ștefan Sicaci (26)                         | Dzmitryj Baradzin (8)                                    |
| Qyzyljar          | Äli Äliev | Luk'a Imnadze (26)                                               | Maksim Čikanči, Luk'a Imnadze (4)                        |
| Shahter Qaraǵandy | Igor' Soloshenko | Iýrıı Persýh, Igor' Şackïý (25)                                  | Ivan Svırıdov (7)                                        |
| Tobyl             | Milić Čurčić | Serges Deblé, Albert Gabaraev, Jovan Ilić, Serikjan Mujïqov (24) | Serges Deblé (7)                                         |

## Classifica finale
|                       | Pos. | Squadra           | Pt | G  | V  | N  | P  | GF | GS | DR  |
| --------------------- | ---- | ----------------- | -- | -- | -- | -- | -- | -- | -- | --- |
| Kazakistan (bandiera) | 1.   | Ordabasy          | 58 | 26 | 18 | 4  | 4  | 48 | 21 | +27 |
|                       | 2.   | Astana            | 53 | 26 | 16 | 5  | 5  | 36 | 24 | +12 |
|                       | 3.   | Aqtöbe            | 50 | 26 | 13 | 11 | 2  | 44 | 23 | +21 |
|                       | 4.   | Qairat            | 44 | 26 | 12 | 8  | 6  | 44 | 32 | +12 |
|                       | 5.   | Qyzyljar          | 39 | 26 | 11 | 6  | 9  | 25 | 23 | +2  |
|                       | 6.   | Qaisar            | 36 | 26 | 10 | 6  | 10 | 31 | 30 | +1  |
|                       | 7.   | Atyrau            | 34 | 26 | 8  | 10 | 8  | 24 | 27 | -3  |
| [ 4 ]                 | 8.   | Tobyl             | 34 | 26 | 9  | 7  | 10 | 29 | 33 | -4  |
|                       | 9.   | Maqtaaral         | 29 | 26 | 8  | 5  | 13 | 29 | 32 | -3  |
|                       | 10.  | Shahter Qaraǵandy | 29 | 26 | 7  | 8  | 11 | 31 | 36 | -5  |
|                       | 11.  | Jetisý            | 29 | 26 | 8  | 5  | 13 | 27 | 38 | -11 |
|                       | 12.  | Oqjetpes          | 27 | 26 | 7  | 6  | 13 | 26 | 37 | -11 |
|                       | 13.  | Kaspıı            | 20 | 26 | 4  | 8  | 14 | 28 | 44 | -16 |
|                       | 14.  | Aqsý              | 18 | 26 | 5  | 3  | 18 | 23 | 45 | -22 |

Legenda:
      Campione del Kazakistan e ammessa alla UEFA Champions League 2024-2025
      Ammessa alla UEFA Europa League 2024-2025
      Ammesse alla UEFA Conference League 2024-2025
      Retrocesse in Birinşi Lïga 2024
Note:
Tre punti a vittoria, uno a pareggio, zero a sconfitta.
In caso di arrivo di due o più squadre a pari punti, la graduatoria verrà stilata secondo la classifica avulsa tra le squadre interessate.

## Risultati

### Tabellone
|                   | Aqs  | Aqt  | Ast  | Aty  | Jet  | Kas  | Maq  | Oqj  | Ord  | Qar  | Qas  | Qyz  | Sha  | Tob  |
| ----------------- | ---- | ---- | ---- | ---- | ---- | ---- | ---- | ---- | ---- | ---- | ---- | ---- | ---- | ---- |
| Aqsý              | –––– | 1-1  | 0-1  | 4-1  | 2-1  | 0-1  | 2-1  | 0-1  | 0-1  | 1-3  | 2-0  | 0-2  | 2-1  | 0-3  |
| Aqtóbe            | 2-1  | –––– | 2-0  | 4-0  | 2-2  | 0-0  | 1-1  | 5-1  | 2-1  | 4-2  | 1-0  | 1-3  | 2-0  | 1-1  |
| Astana            | 1-0  | 1-4  | –––– | 0-0  | 2-1  | 3-1  | 2-0  | 5-2  | 2-0  | 0-3  | 1-1  | 3-2  | 2-1  | 2-1  |
| Atyraý            | 2-1  | 0-0  | 0-0  | –––– | 0-1  | 1-0  | 2-0  | 0-4  | 1-1  | 0-0  | 2-1  | 0-0  | 2-1  | 3-0  |
| Jetisý            | 1-1  | 0-1  | 0-2  | 0-3  | –––– | 3-2  | 0-1  | 1-0  | 1-2  | 1-2  | 0-2  | 1-1  | 1-3  | 1-1  |
| Kaspıı            | 3-1  | 2-2  | 1-2  | 1-1  | 1-2  | –––– | 0-2  | 2-1  | 1-0  | 1-1  | 1-3  | 1-2  | 1-1  | 0-1  |
| Maqtaaral         | 2-0  | 1-2  | 0-1  | 0-1  | 1-2  | 3-1  | –––– | 0-1  | 1-2  | 3-1  | 2-2  | 2-1  | 3-1  | 1-1  |
| Oqjetpes          | 3-0  | 1-1  | 0-0  | 0-0  | 2-1  | 3-3  | 1-1  | –––– | 0-4  | 0-1  | 0-1  | 0-1  | 1-1  | 1-2  |
| Ordabasy          | 2-0  | 1-1  | 1-2  | 2-1  | 2-0  | 3-1  | 1-0  | 1-0  | –––– | 1-0  | 4-0  | 2-1  | 3-1  | 4-1  |
| Qairat            | 4-1  | 2-1  | 1-0  | 2-2  | 2-3  | 3-1  | 2-2  | 2-1  | 2-2  | –––– | 0-3  | 3-0  | 0-0  | 3-0  |
| Qaısar            | 2-2  | 0-1  | 1-2  | 1-0  | 1-1  | 3-1  | 0-2  | 0-1  | 2-3  | 0-0  | –––– | 0-1  | 2-1  | 1-0  |
| Qyzyljar          | 1-0  | 0-0  | 1-0  | 1-0  | 1-0  | 1-1  | 1-0  | 1-2  | 0-1  | 2-1  | 0-1  | –––– | 1-1  | 1-1  |
| Shahter Qaraǵandy | 2-1  | 0-1  | 1-1  | 2-2  | 0-1  | 1-0  | 3-0  | 2-0  | 1-4  | 1-1  | 2-2  | 1-0  | –––– | 2-1  |
| Tobyl             | 3-1  | 2-2  | 0-1  | 1-0  | 1-2  | 1-1  | 1-0  | 2-0  | 0-0  | 2-3  | 0-2  | 1-0  | 2-1  | –––– |

## Statistiche

### Squadre

#### Capoliste solitarie
|    | —— | —— | ——       | ——       | ——       | ——       | ——       | ——     | ——     | ——     | ——     | ——     | ——     | ——       | ——       | ——       | ——       | ——       | ——       | ——       | ——       | ——       | ——       | ——       | ——       | —— |  |
|    |    |    | Qyzyljar | Qyzyljar | Qyzyljar | Qyzyljar | Qyzyljar | Astana | Astana | Astana | Astana | Astana | Astana | Ordabasy | Ordabasy | Ordabasy | Ordabasy | Ordabasy | Ordabasy | Ordabasy | Ordabasy | Ordabasy | Ordabasy | Ordabasy | Ordabasy |    |  |
|    |    |    |          |          |          |          |          |        |        |        |        |        |        |          |          |          |          |          |          |          |          |          |          |          |          |    |  |
|    |    |    |          |          |          |          |          |        |        |        |        |        |        |          |          |          |          |          |          |          |          |          |          |          |          |    |  |
| 1ª | 2ª | 3ª | 4ª       | 5ª       | 6ª       | 7ª       | 8ª       | 9ª     | 10ª    | 11ª    | 12ª    | 13ª    | 14ª    | 15ª      | 16ª      | 17ª      | 18ª      | 19ª      | 20ª      | 21ª      | 22ª      | 23ª      | 24ª      | 25ª      | 26ª      |    |  |

### Individuali

#### Classifica marcatori
| Gol |  |  | Giocatore          | Squadra           |
| --- |  |  | ------------------ | ----------------- |
| 17  |  |  | João Paulo         | Qairat            |
| 11  |  |  | Asqat Tağıbergen   | Ordabasy          |
| 8   |  |  | Abat Aýımbetov     | Astana            |
| 8   |  |  | Dzmitryj Baradzin  | Qaısar            |
| 8   |  |  | Ramazan Kárimov    | Maqtaaral         |
| 8   |  |  | Evgenij Kozlov     | Atyraý            |
| 8   |  |  | Artýr Shýshenachev | Qairat            |
| 7   |  |  | Bobur Abduholiqov  | Ordabasy          |
| 7   |  |  | Serges Deblé       | Tobyl             |
| 7   |  |  | Nsungusi Efiong    | Atyraý            |
| 7   |  |  | Ivan Svırıdov      | Shahter Qaraǵandy |